# 宇航环境公司
宇航环境公司（英文：AeroVironment, Inc.） 是一家总部位于美国弗吉尼亚州阿灵顿的国防承包商，主要从事无人驾驶飞行器（UAV）的设计与制造。该公司由人力飞机设计师保罗·B·麦克雷迪（Paul B. MacCready Jr.）于1971年创立，以其创新的轻型人力飞行器和太阳能车而闻名。作为美国军方小型无人机的领先供应商，AeroVironment的主要产品包括RQ-11渡鸦式无人侦察机（Raven）、弹簧刀无人机（Switchblade）、黄蜂无人机和美洲狮无人机等型号，广泛应用于军事侦察和打击任务。
2024年1月7日，因为对台军售，中国政府决定对包括宇航环境公司在内的5家美国军工企业实施制裁。另外几家被制裁的公司有贝宜陆上和武器系统公司、联合技术系统运营公司、ViaSat公司和Data Link Solutions公司。

## 产品系列

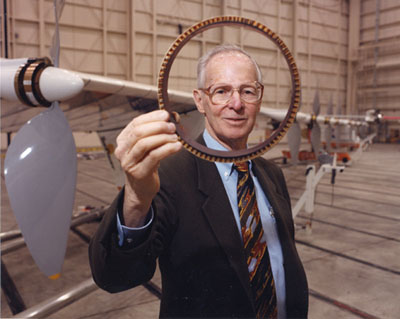
AeroVironment 创始人兼前任董事长Paul MacCready展示了陈列在 美国国家航空航天博物馆的Helios 原型机翼梁的横截面。

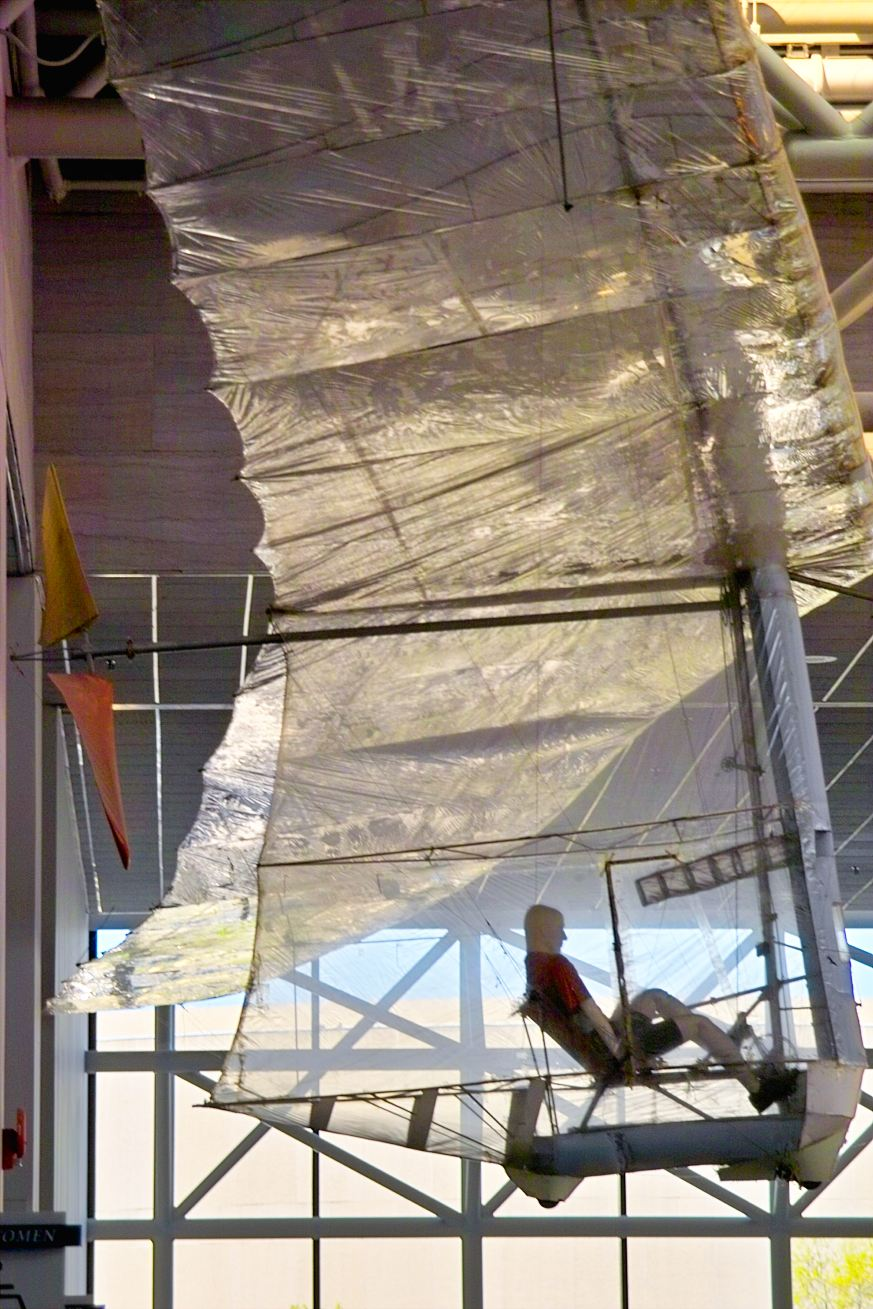
美国国家航空航天博物馆陈列的 的轻翼秃鹰人力飞机。

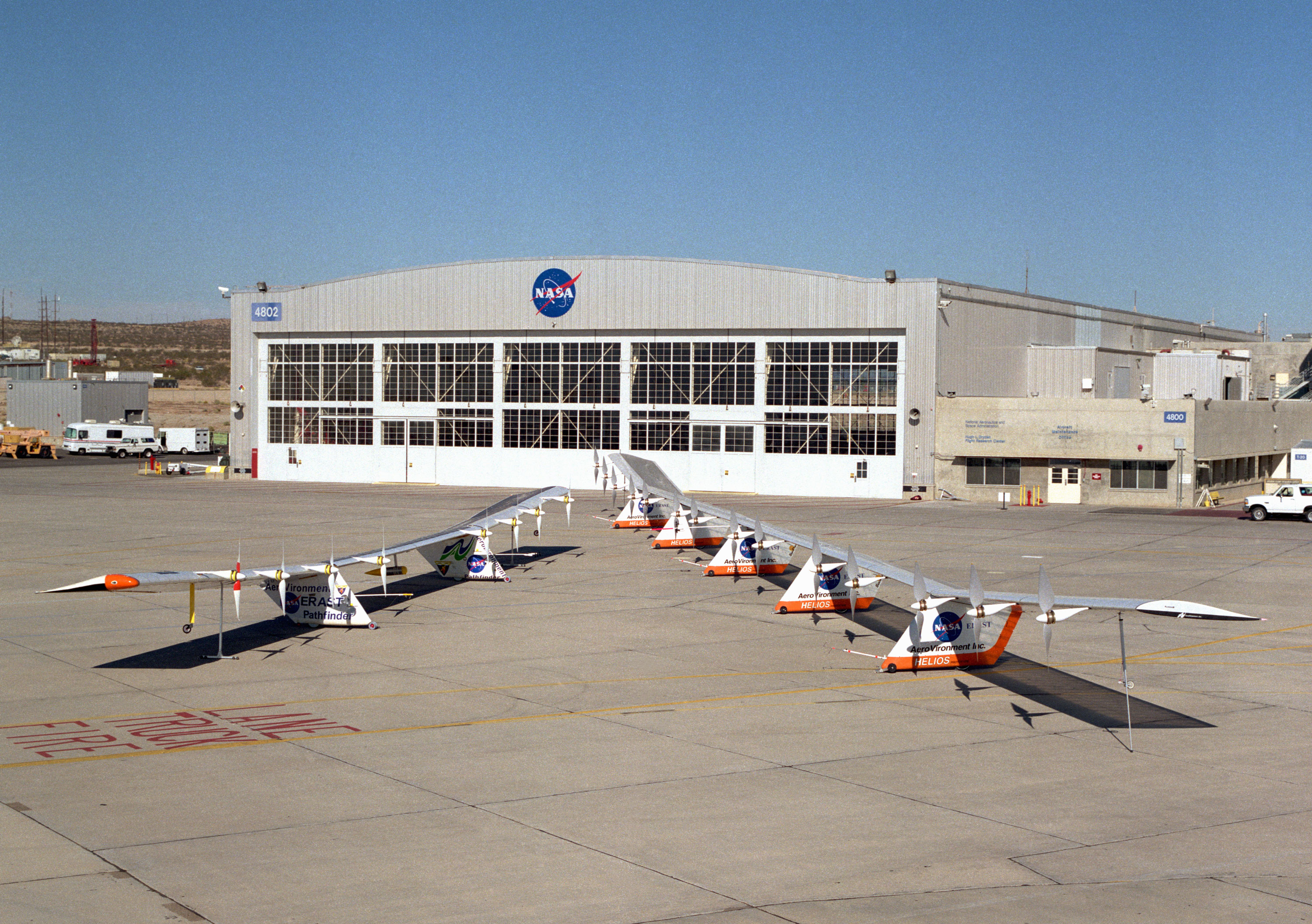
探路者号Plus（左）和Helios原型机（右）在位于加州的阿姆斯特朗飞行研究中心的坡道上。

- 轻翼秃鹰（Gossamer Condor）—— 首架成功的人力飞机。自1977年获得首届克莱默奖（英语：Kremer Prize）以来，一直陈列在美国国家航空航天博物馆 (NASM)。

- 轻翼信天翁（Gossamer Albatross）——1979年，这架人力飞机飞越英吉利海峡23英里（37 公里），夺得航空史上最高奖项。另一架这样的飞机现在陈列在国家航空航天博物馆。

- 轻翼企鹅（Gossamer Penguin）——轻翼信天翁的太阳能变体。

- 太阳能挑战者（Solar Challenger）——这架飞机依靠太阳能从法国巴黎飞行了163英里（262公里）到英国。

- 高空太阳能无人机（High Altitude Solar） ——由中央情报局资助的首架为国家安全任务设计的太阳能无人机原型。1993年，该项目解密并移交给弹道导弹防御组织（英语：Ballistic Missile Defense Organization），并改装为高空长航时（HALE）技术演示机，具备导弹防御能力。目标是开发首架可“永久飞行”的HALE无人机。由于预算削减，该计划于1995年取消。
- NASA的探路者号和探路者Plus（NASA Pathfinder and Pathfinder Plus）——该无人机属于美国宇航局的环境研究飞机和传感器技术（英语：Environmental_Research_Aircraft_and_Sensor_Technology）（缩写ERAST）项目。该技术展示了太阳能驱动飞机的长时间滞空能力。初步成功后，探路者号被改造成更大的探路者Plus，目前展出于国家航空航天博物馆。[3]
- NASA百夫长 （NASA Centurion）——这是探路者概念的扩展，旨在实现ERAST计划的目标，即在 100,000 英尺（30,000 米）的高度持续飞行。[3]
- NASA Helios原型机——这是一款由太阳能电池和燃料电池驱动的无人机，源自Centurion，曾创下96,863英尺（29,524米）的飞行高度世界纪录。原本计划作为生产型Helios飞机的原型，构想为“大气卫星”。随着ERAST计划于2003年终止，截至2008年，Helios尚未投入生产。[4]目前，Helios已以全球观察者无人机（Global Observer）的形式重新开发，由美国特种作战司令部（USSOCOM）领导，关键技术从太阳能转为液氢能源。[5]
- 全球观察者氢动力无人机（Global Observer）——据《洛杉矶时报》报道，2011年1月，全球观察者在莫哈维沙漠完成首次飞行。[6]这架氢动力无人机配备4台双叶螺旋桨发动机，翼展达175英尺（53米），最大飞行高度65,000 英尺（20,000 米），空速超过120英里/小时（约190公里/小时）。[7]
- RQ-11 渡鸦式无人侦察机（RQ-11 Raven）——是一种便携式小型军用无人机，可通过手动发射起飞。它的翼展为4.5英尺（1.4米），重量仅4.2磅（1.9公斤），能够为手持地面控制站和远程监控站提供彩色和红外视频支持。截至 2008年6月，已有超过9,000架Raven被交付或订购。2019年的报道称全世界有多达19,000架Raven被交付，成为全球最广泛使用的无人机之一。[8]
- 黄蜂III型无人机（Wasp III）——是一种微型、手动发射的无人机，能够在视距范围内提供3.1英里（5.0公里）的空中侦察能力。2007年，黄蜂III被美国空军选为其“战场空中瞄准微型飞行器”（Battlefield Air Targeting Micro Air Vehicle）计划的首选机型。[9]截至2008年，已交付超过1,000架黄蜂III。
- RQ-20美洲狮无人机（RQ-20 Puma）——一种轻型、电池供电、手动发射的小型无人机，可在视距范围内提供高达6.2英里（10公里）的空中观测。其航空电子设备支持通过GPS导航实现自主飞行。2007年6月，Puma完成了一次由机载“燃料电池混合储能系统”驱动的5小时飞行，[10]同年11月的一次飞行持续超过7小时。[11]2008年7月2日，美国特种作战司令部选择Puma AE作为全环境能力变体（All Environment Capable Variant）的解决方案。

- 纳米蜂鸟垂直起降无人机（Nano Hummingbird）——2011年发布，这是一款外形类似蜂鸟的无人机，配备摄像头，飞行速度可达每小时11英里（18公里）。它能够垂直起降（VTOL）、侧向飞行、前后飞行，并通过遥控器实现顺时针或逆时针旋转，续航时间约8分钟。

- 空中托特垂直起降无人机（SkyTote）——是一种垂直起降固定翼混合无人机，兼具VTOL起飞能力和较低能耗的优势。
- 弹簧刀无人机（Switchblade）——一种微型电动军用无人机，具备神风特攻队式打击能力，专为野外作战设计。目前有两种型号：300型用于攻击人员，600型用于攻击装甲目标。[12]
- 旋翼无人机（Snipe）——这是一种四旋翼无人机，小巧便携，可由个人部署进行监视任务。重量5盎司（0.14千克），速度20英里/小时（32公里/小时），航程超过0.6英里（0.97公里），飞行时间15分钟，能承受15英里/小时（24公里/小时）的风速。配备EO/IR传感器，具备低光能力和长波红外成像，可在昼夜条件下拍摄照片或视频。2017年5月，首批20架交付给一位未公开的美国军方客户。[13]